# Thurbrücke Ossingen
Die Thurbrücke Ossingen ist eine einspurige Eisenbahnbrücke an der Strecke Winterthur–Etzwilen im Kanton Zürich in der Schweiz, welche südlich von Ossingen über die Thur führt. Sie ist die bedeutendste in der Schweiz noch erhaltene Gitterträgerbrücke mit schmiedeeisernen Pfeilern und ist als Kulturgut von nationaler Bedeutung eingestuft.

## Lage
Die Brücke liegt auf dem Gebiet der Gemeinden Ossingen und Andelfingen zwischen den Stationen Ossingen und Thalheim-Altikon, im Norden des Kantons Zürich. Die Thur hat sich hier mehr als 40 m tief ins Gelände geschnitten. Auf der Nordseite fällt das Gelände steil zur Thur ab, südlich des Flusses muss ein etwa 200 m breiter, tieferliegender Geländebereich mit überspannt werden.

## Geschichte
Die Planung der Eisenbahnlinie von Winterthur nach Singen begann 1872 noch unter der Eisenbahngesellschaft Winterthur-Singen-Kreuzlingen, die sich 1875 mit der Eisenbahngesellschaft Winterthur-Zofingen zur Schweizerischen Nationalbahn zusammenschloss. Kernstücke dieser Linie waren die Querung der Thur bei Ossingen und des Rheins bei Hemishofen.
1873 wurde die Firma der Gebrüder Decker aus Cannstatt mit dem Bau der Eisenkonstruktion und die Firma Cless & Teyber aus Wien mit der Erstellung des Unterbaus für die Pfeiler und der Widerlager beauftragt. Im April 1874 begannen die Gründungsarbeiten für das südliche Widerlager, anschliessend starteten die Gebrüder Decker an diesem die Errichtung des Holzgerüsts. Im Herbst konnten sie mit dem Bau der Eisenkonstruktion beginnen. Geschickt gestaffelt folgte nun die Erstellung der Pfeiler, des nördlichen Widerlagers und des Hauptträgers, um den engen Zeitplan einhalten zu können, der bei Auftragsvergabe mit der Eisenbahngesellschaft vereinbart worden war. Dieser Zeitplan wurde mit der Eröffnung am 17. Juli 1875 nur um 16 Tage überschritten.
Aufgrund der damaligen Kenntnisse über das Materialverhalten war die Brücke für die Zukunft mit ihren wachsenden Zuglasten zu schwach ausgelegt worden. In der Folge des Einsturzes der Brücke bei Münchenstein 1891 erliess der Bund eine erste, verbindliche Brückenverordnung. Darauf musste die Thurbrücke überprüft und nötigenfalls angepasst werden. Die Nordostbahn liess deshalb zwischen 1899 und 1902 den Oberbau verstärken, und im Auftrag der SBB wurden 1905 und 1906 die ursprünglich röhrenförmigen Pfeiler aus Eisen durch ein Fachwerk ersetzt. Das Gewicht der Brücke von 880 t zu Bauzeiten hatte sich durch diese Verstärkungsmassnahmen fast verdoppelt, nach wie vor wirkt die Konstruktion aber filigran.
Durch die dritte Brückenverordnung des Bundes von 1935 wurde eine erneute Überprüfung des Bauwerks notwendig. Die SBB prüften verschiedene Vorschläge zur weiteren Verstärkung beziehungsweise zum Ersatz der Brücke, von denen aber keiner befriedigte. Es ist nur besonderen Gewichts- und Geschwindigkeitsbeschränkungen zu verdanken, dass die Brücke ohne weitere Massnahmen in Betrieb bleiben kann. Dazu trägt auch bei, dass die Bahnstrecke mittlerweile ein stark reduziertes Verkehrsaufkommen aufweist.
Die Brücke war ab dem 22. Januar 2021 für den Bahnverkehr gesperrt, weil die Tragsicherheit überprüft werden musste. Auch ist festgestellt worden, dass sich der Zustand von Korrosionsstellen verschlechtert hat. Nach Reparaturen und Kontrollen fahren seit dem 25. Juli 2021 die Züge der ZVV Linie S29 wieder im Halbstundentakt über die Brücke. Die S29 wird von Thurbo im Auftrag des ZVV mit Stadler GTW betrieben.

## Konstruktion
Der Überbau der 332 m langen Brücke ist als durchlaufender Träger konzipiert, der fünf Felder aufweist. Die beiden Randspannweiten betragen je 58 m, die drei Mittelspannweiten 72 m. Die zwei Hauptträger sind 7 m hoch und ergeben mit dem oberen und unteren Windverband einen Kasten.
Die vier Gitterpfeiler sind 24 m hoch und stehen auf Betonfundamenten mit Sandsteinverkleidung. Die Betonfundamente sind auf gerammten Holzpfeilern gegründet. Einzig die beiden Widerlager bestehen aus Mauerwerk, das südliche ist 27 m hoch, das nördliche 39,5 m. Auf der Ostseite ist am Fahrbahnträger ein Fussgängersteg befestigt.
Der Träger und die vier Fachwerkpfeiler sind mit rund 180'000 Nieten verbunden. Der Kastenträger wurde vor Ort auf einem Holzgerüst zusammengebaut. Die gusseisernen Lager nehmen kombiniert Längs- und Wippbewegungen auf.

## Trivia
Die Thurbrücke Ossingen war 2015 einer der Drehorte der SRF-Krimireihe Der Bestatter und war in der dritten Folge der vierten Staffel zu sehen.

## Bilder

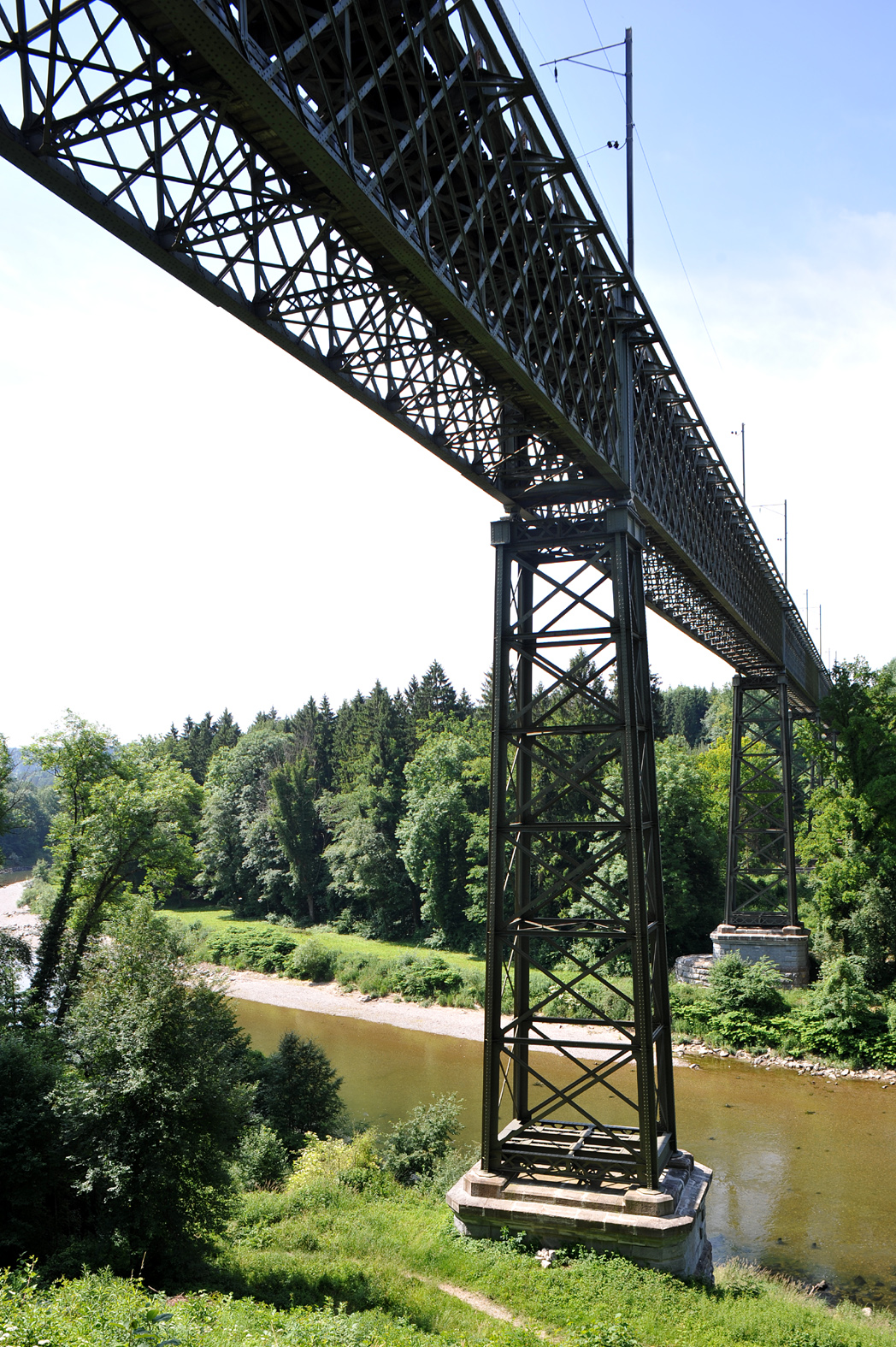
Trägerkasten mit Hauptpfeilern
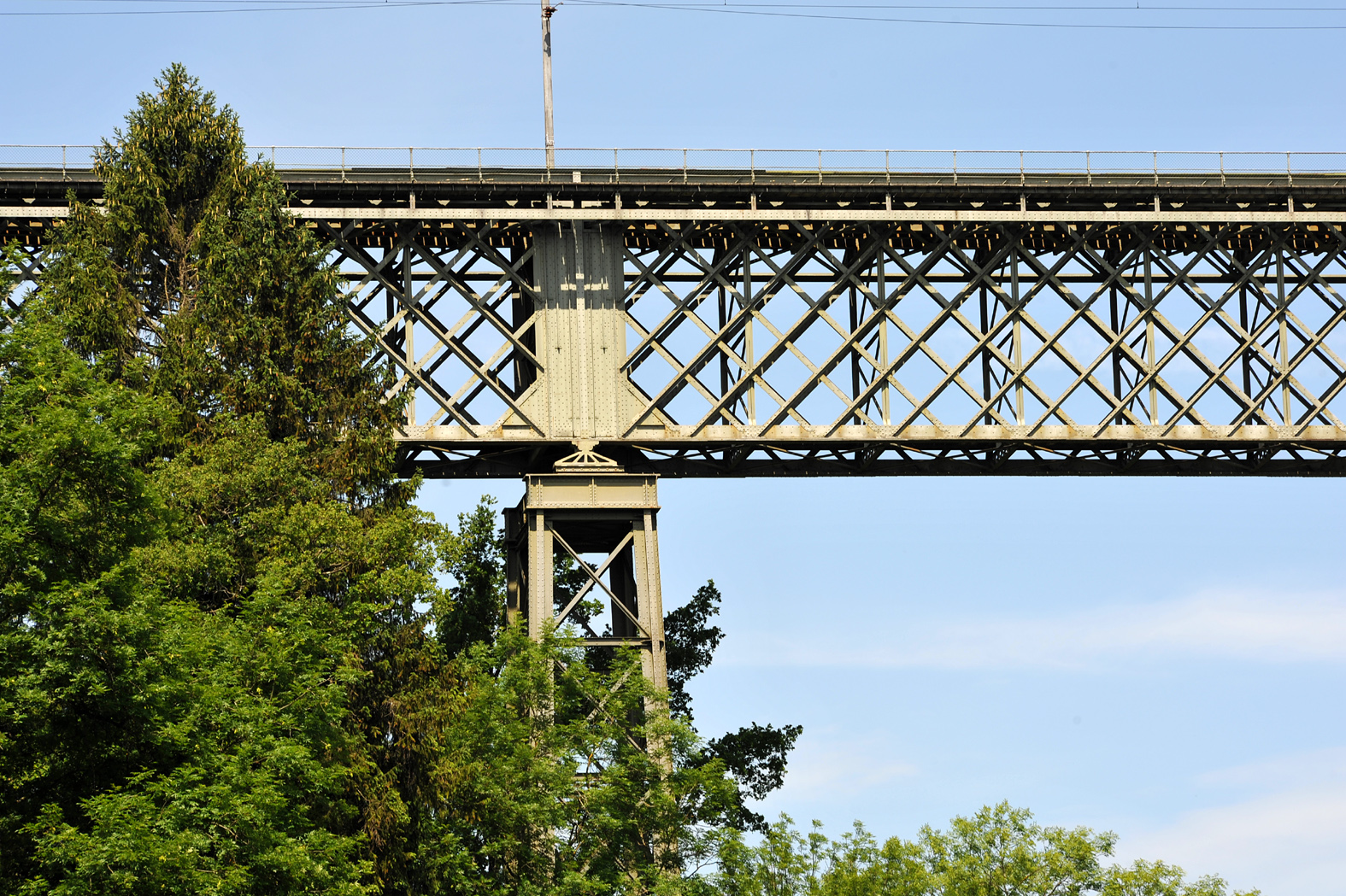
Gitterträger und -pfeiler mit Kombilager
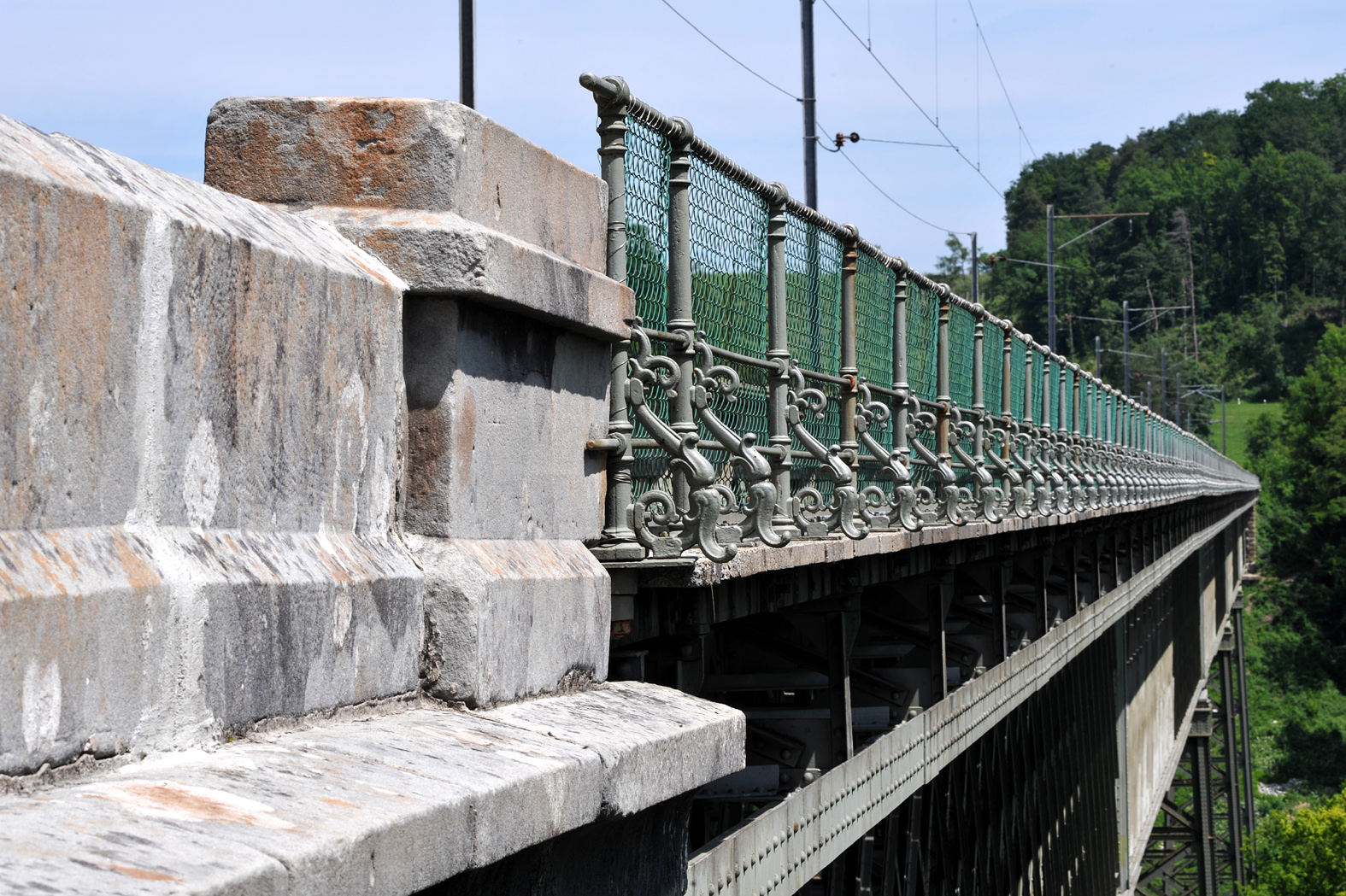
Gusseisernes Geländer des Fussgängerstegs
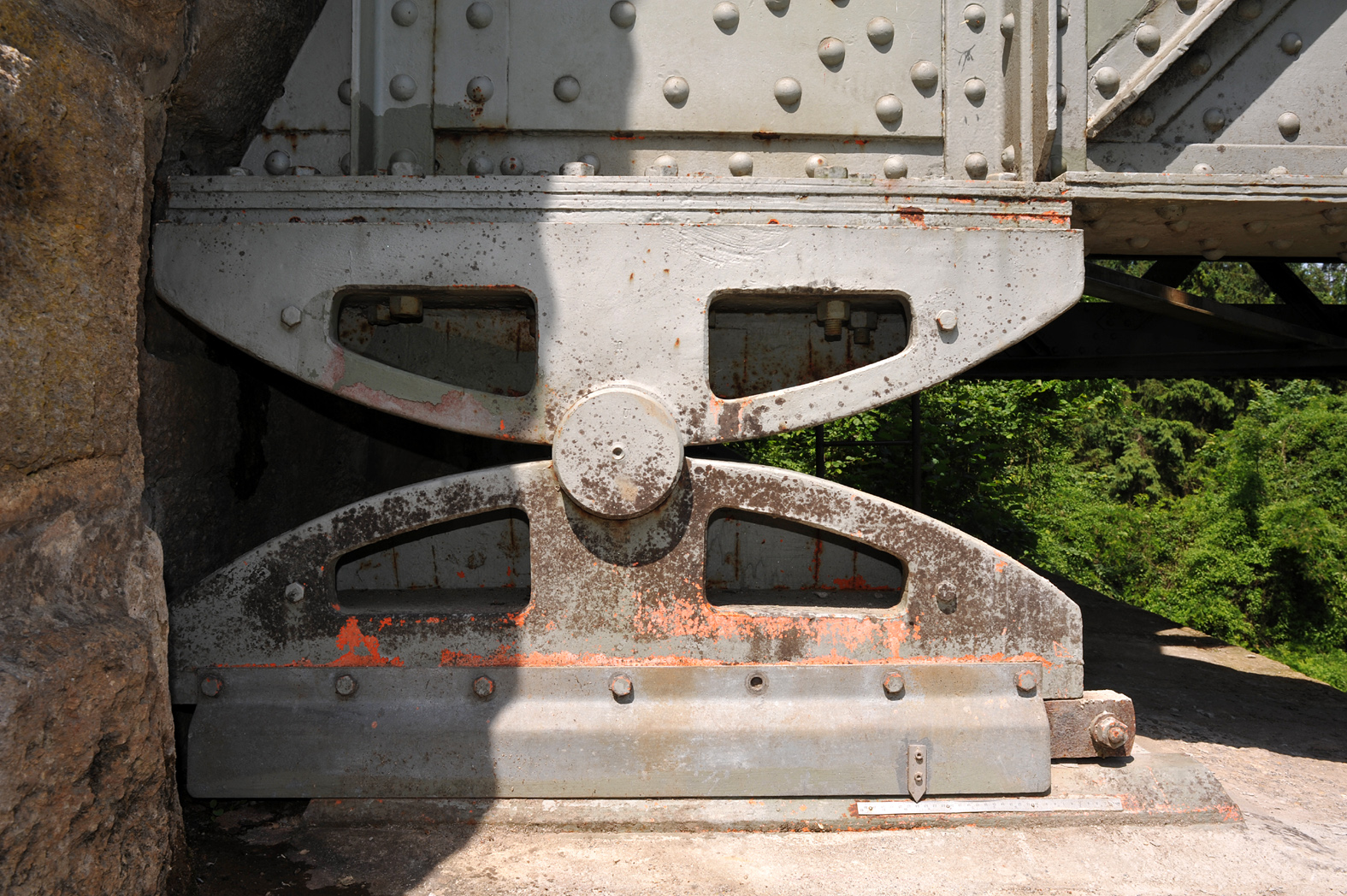
Kombiniertes Lager für Wipp- und Längsbewegung
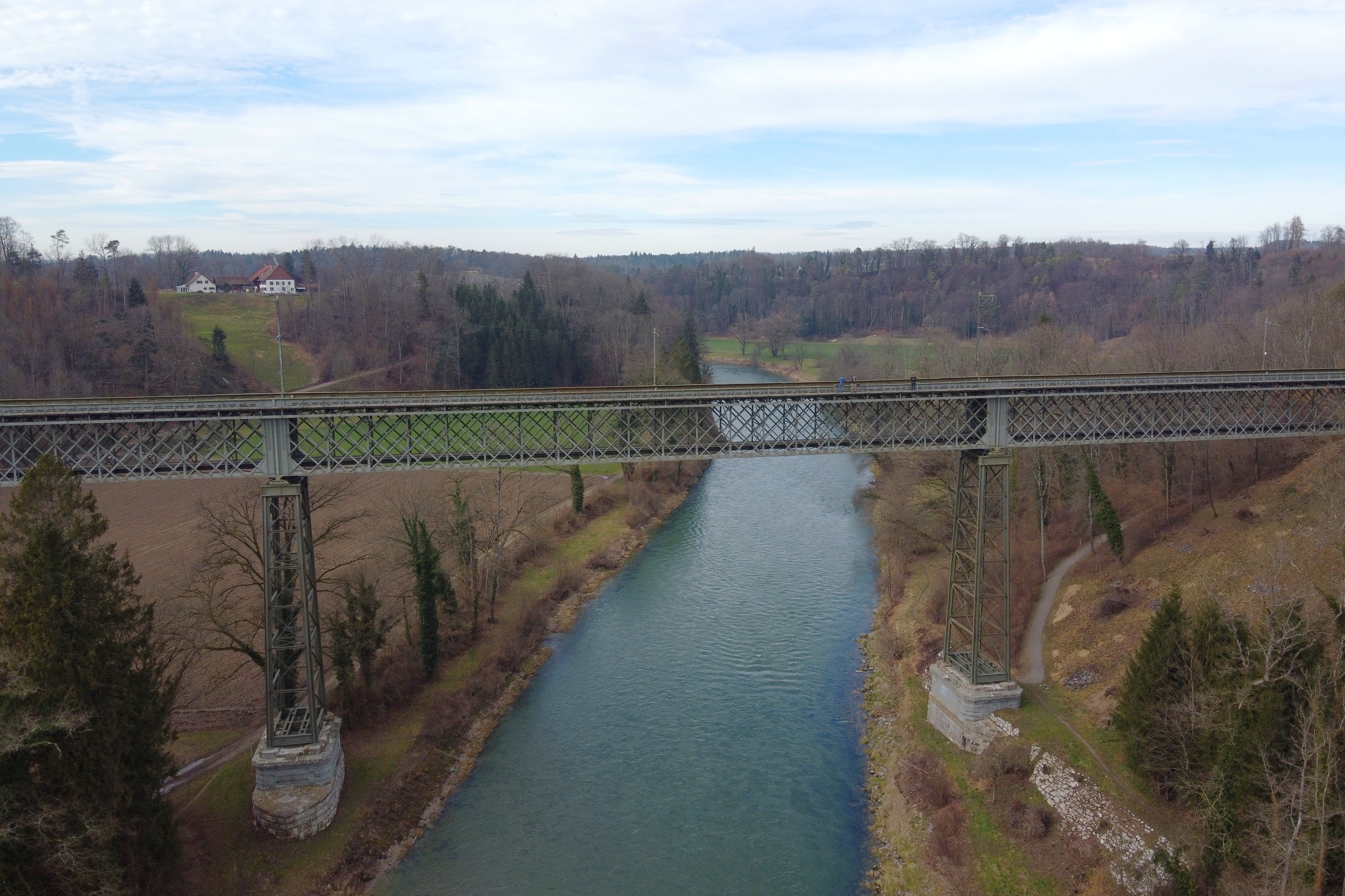
Luftbild der Brücke, von Süden
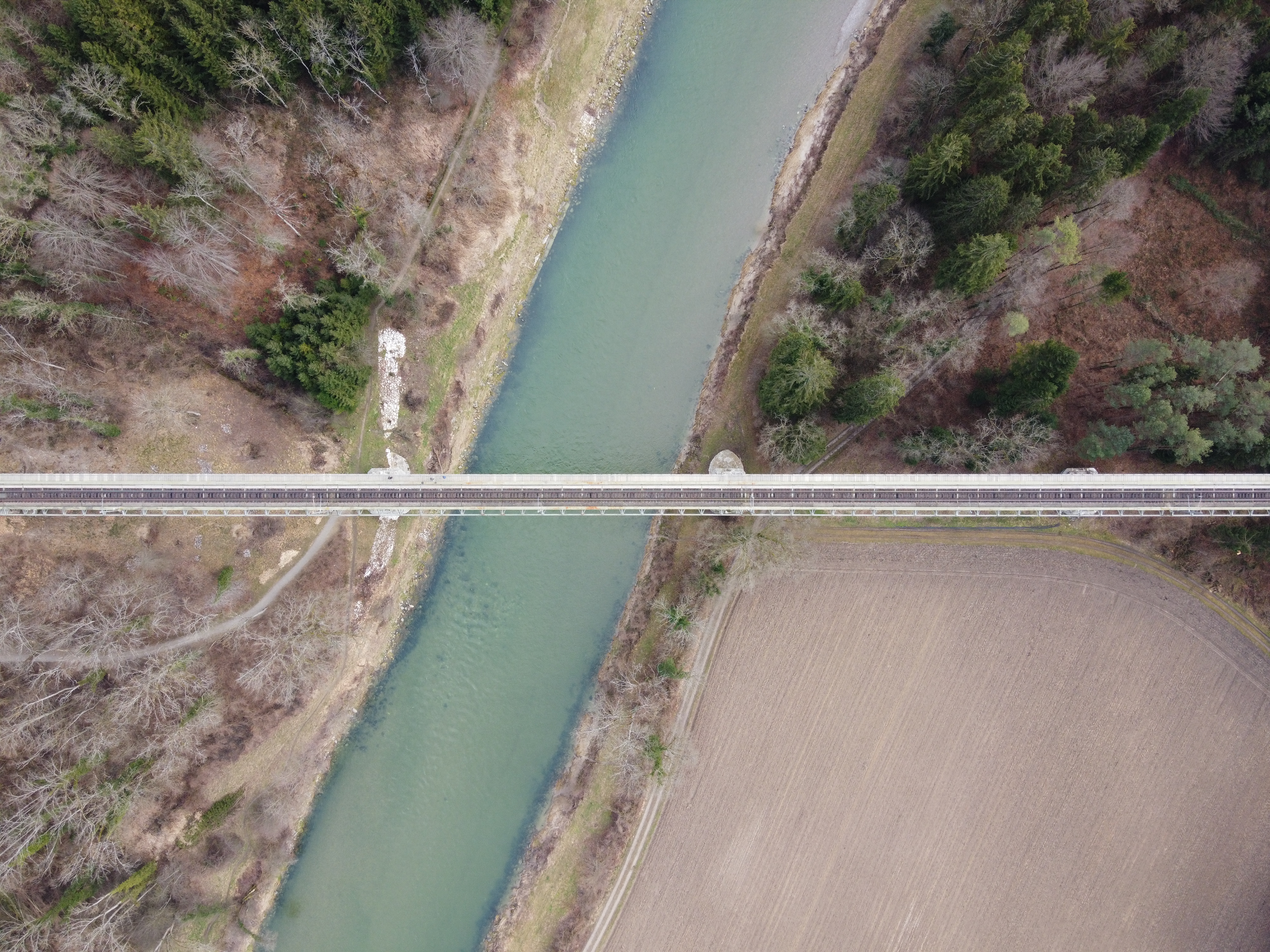
Luftbild der Brücke, von oben